# Diadegma groenlandicum
Diadegma groenlandicum là một loài tò vò trong họ Ichneumonidae.